# Saint-Germain-le-Fouilloux
Saint-Germain-le-Fouilloux är en kommun i departementet Mayenne i regionen Pays de la Loire i nordvästra Frankrike. Kommunen ligger i kantonen Laval-Nord-Est som tillhör arrondissementet Laval. År 2022 hade Saint-Germain-le-Fouilloux 1 179 invånare.

## Befolkningsutveckling
Antalet invånare i kommunen Saint-Germain-le-Fouilloux
| Referens: INSEE |